# Gypsys, Tramps & Thieves
«Gypsys, Tramps & Thieves» («Цигани, волоцюги та злодії») — пісня американської співачки та акторки Шер із її сьомого студійного альбому «Chér» 1971 року (згодом перевиданого під назвою такою самою «Gypsys, Tramps & Thieves»). «Kapp Records», філія лейблу «MCA Records», випустив її як головний сингл альбому 1 вересня 1971 року. Пісню написав Боб Стоун та спродюсував Снафф Гарретт. Цього часу музична кар'єра Шер пішла на спад, оскільки Сонні Боно не вдалися перші спроби відродити її популярність, лейбл звукозапису найняв Гарретта як її продюсера, який обрав Стоуна для написання пісні спеціально для Шер, щоб задовольнити дорослу аудиторію.
«Gypsys, Tramps & Thieves» — це оптимістична пісня-історія в стилі поп та фолк-рок, при записі якої як основний музичний інстумент використовувалася карнавальна каліопа й фортепіано зі струнними — як додаткові інструменти. Шер співає з погляду 16-річної циганської дівчини, яка народилася у фургоні мандрівних лікарів, й описує своє життя. «Gypsys, Tramps & Thieves» торкається теми расизму, підліткової вагітності та проституції. Пісня отримала позитивні відгуки музичних критиків та принесла Шер номінацію на премію «Греммі» у категорії «Найкраще жіноче вокальне поп-виконання».
З комерційної точки зору пісня стала першим сольним синглом Шер, що посів першу сходинку в чартах Канади та США, й першим синглом сольного виконавця, який одночасно очолив «Billboard Hot 100» та «Canadian Singles Chart». Пісня також потрапила до п'ятірки найкращих в Австралії, Ірландії, Малайзії, Новій Зеландії, Сінгапурі та Великій Британії. Пісня отримала золоту сертифікацію Американської асоціації компаній звукозапису за випуск одного мільйона копій у США. На момент випуску «Gypsys, Tramps & Thieves» був найпродаванішим синглом в історії «MCA».
«Gypsys, Tramps & Thieves» виконувалася у кількох епізодах комедійних передач «Комедійна година Сонні і Шер» (1971-74) та «Шер» (1975-76), а також у шести світових турне Шер. Пісня була записана рядом артистів, включаючи Віккі Карр, Вікі Лоуренс і гурт «Nirvana», і з'являлася чи згадувалася у деяких телешоу, таких як «Сімпсони», «Цілком таємно» та «Усі жінки — відьми». Поряд із альбомом «Chér», «Gypsys, Tramps & Thieves» вважається поворотним моментом у кар'єрі Шер, після цього критики почали визнавати її як артистку та приписували пісні відновлення її популярності, яка пішла на спад після попереднього альбому «3614 Jackson Highway».

## Історія
«Gypsys, Tramps & Thieves» був першим синглом Шер, записаним за участю колективу сесійних музикантів із Лос-Анджелеса «The Wrecking Crew». Після успіху синглу було перейменовано та перевидано його альбом «Chér» під назвою «Gypsys, Tramps & Thieves». Спочатку «Gypsys, Tramps & Thieves» була написана піснярем Бобом Стоуном як пісня-розповідь під назвою «Gypsys, Tramps and White Trash» («Цигани, волоцюги та біле сміття»), однак продюсер Снафф Гарретт порадив змінити назву. Однойменний альбом також отримав дуже позитивні відгуки.
Випущена через чотири роки після останнього хіта Шер «You Better Sit Down Kids», який опинився у десятці чарту найкращих синглів, ця «Gypsys, Tramps & Thieves» стала «синглом-поверненням» Шер — це була перша пісня співачки за чотири роки, яка піднялася у чартах вище 84 сходинки, не лише повернувши її до десятки найкращих, але також очолювала два тижні «Billboard Hot 100» у листопаді 1971 року. Таким чином вона потіснила сингл Рода Стюарта «Maggie May», який очолював чарт у попередньому місяці. Сингл також посів першу сходинку в Канаді та четверту у Великій Британії. Це був перший сингл сольного виконавця, який посів першу сходинку у чарті США «Billboard Hot 100» одночасно з Канадським чартом синглів. Станом на листопад 2011 року «Billboard» повідомив, що цифрові продажі «Gypsys, Tramps & Thieves» у США склали 212 000 екземплярів.
У пісні описується життя дівчини, оповідачки пісні, яка «народилася у фургоні мандрівних лікарів» зі своєю матір'ю, екзотичною танцівницею та батьком, який продає панацею й займається ворожінням. Хоча сім'я терпить глузування городян за те, що вони «цигани, волоцюги та злодії», але городяни завжди виходили вночі, щоб «витратити свої гроші». Якось сім'я бере до себе 21-річного чоловіка, який подорожує з ними «на південь від Мобіла» до Мемфісу. Якось уночі під час поїздки молодий чоловік таємно вступає у статевий зв'язок із 16-річною дівчиною, без відома її батька, а через три місяці він зникає, залишивши її вагітною у Мемфісі. У дівчини народжується дочка, сім'я далі продовжує давати танцювальні виступи, продавати панацеї та ворожити людям, щоб прогодувати себе.
Назва цієї пісні також вказувалася з альтернативним написанням «Gypsies», що є правильним написанням цього слова. Пісня була описана оглядачем Робом Теннанбаумом у журналі «Billboard» як одна з найвизначніших пісень 20 століття.

## Живе виконання
Шер виконувала пісню в наступних концертних турах:
- «Do You Believe?» (виконувалася як частина попурі з хітів)
- «Living Proof: The Farewell Tour» (виконувалася як частина попурі з хітів)
- «Cher at the Colosseum»
- «Dressed to Kill Tour»
- «Classic Cher»
- «Here We Go Again Tour» (тільки під час етапу туру в Океанії)

## Музичне відео
Відео на пісню «Gypsys, Tramps & Thieves» стало першим кліпом Шер. Матеріалом для запису послужило виконання пісні на передачі «Комедійна година Сонні і Шер» у 1971 році. Протягом усього відео Шер співає перед фургоном та вогнищем. Також було зняте ще одне відео, дуже схоже на первісне. У другому відео показані кадри танцюючих циганок.

### Ремікс-версія
У 2002 році Dan-O-Rama створив спеціальний ремікс-попурі для відеомонтажу, який використовувався Шер під час концертів «Living Proof: The Farewell Tour». Попурі містить відео до пісень «All I Really Want to Do», «Gypsys, Tramps & Thieves», «Half-Breed» і «Dark Lady».

## Чарти і сертифікації
| Чарт (1971–72)                                               | Позиція |
| ------------------------------------------------------------ | ------- |
| Австралійський чарт синглів (Go-Set)                         | 4       |
| Бельгійський чарт синглів                                    | 27      |
| Канадський чарт синглів (RPM Top Singles)                    | 1       |
| Датський чарт синглів                                        | 8       |
| Нідерландський чарт синглів (Mega Top 50)                    | 23      |
| Західнонімецький чарт синглів                                | 25      |
| Ірландський чарт синглів                                     | 3       |
| Японський чарт синглів                                       | 17      |
| Малайзійський чарт синглів                                   | 2       |
| Новозеландський чарт синглів (RIANZ)                         | 2       |
| Новозеландський чарт синглів (Listener)                      | 2       |
| Квебецький чарт синглів (ADISQ)                              | 7       |
| Сінгапурзький чарт синглів                                   | 2       |
| Британський чарт синглів (UK Singles Chart)                  | 4       |
| Чарт синглів США (Billboard (Hot 100))                       | 1       |
| Чарт синглів США (Billboard (Hot Adult Contemporary Tracks)) | 6       |
| Чарт синглів США (Cash Box Top 100)                          | 1       |

| Чарт (1971)                                             | Позиція |
| ------------------------------------------------------- | ------- |
| Австралійський чарт синглів                             | 58      |
| Канадський чарт синглів (RPM Top Singles)               | 4       |
| Британський чарт синглів (Official Charts Company)      | 52      |
| Чарт синглів США (Billboard Hot 100)                    | 39      |
| Чарт синглів США (Billboard Top Easy Listening Singles) | 46      |

| Регіон                                             | Сертифікація | Продажі    |
| -------------------------------------------------- | ------------ | ---------- |
| США (RIAA)                                         | Золотий      | 1 000 000^ |
| США Digital                                        | —            | 212,000    |
| ^відвантаження, що базуються лише на сертифікаціях |              |            |